# Урочище река Николка
Урочище река Николка — урочище, памятник природы регионального значения в Мильковском районе Камчатского края России. Находится в бассейне р. Николка Первая. Прежнее название — «Река Николка-первая».

## Описание
Памятник природы был организован 29 апреля 1980 года. Находится на севере по правому берегу р. Камчатка в пределах 88, 90, 101 и 127 кварталов Щапинского лесничества. Целью создания охраняемой территории была охрана естественных мест нереста лосося и древесно-кустарниковой растительности в пределах бассейна реки. Общая площадь 2 950 га. В 2021 году планируется преобразовать памятник природы «Урочище река Николка» в ботанический заказник, площадь которого составит 110,8 тыс. га.

## Режим охраны
На территории памятника природы и в границах охранной зоны запрещается всякая деятельность, приводящая к нарушению сохранности памятника природы. Разрешается проведение мониторинга природной среды, научных исследований, лесоустроительные мероприятий, осуществлять рекреационные прогулки и заниматься организацией регламентированного экологического туризма. Специально уполномоченными органами могут также быть разрешены иные виды деятельности.